# 제이영
제이영(J Young, 본명: 정재영, 본명 한자: 鄭載榮, 1965년 5월 13일~)은 대한민국의 미술가이다.

(위 왼쪽부터 시계방향)어머니와 동생 재철, 아버지와 재영, 1967. 자화상, 72×60㎝ oil on canvas, 1997. 제15회 중앙미술대전 서양화부분 최우수상 수상, 1992. 결혼식,1993. 사진제공=제이영.

## 생애
1965년 5월 13일 경상북도 예천군 예천읍 대심3길 35-7번지에서 아버지 정종팔(鄭鍾八,1937~1994) 어머니 김순님(金順姙,1939~2024)사이 2남1녀 중 장남으로 출생했다. 청주정씨(淸州 鄭氏) 녹사공파(錄事公派) 28대손이다.
예천초등학교를 졸업했으며 대창중·고등학교(1977~83)시절 권상헌(權相憲,1943~)미술교사에게 배웠다. 홍익대학교 미술대학 서양화과(1986~90) 및 동대학원 서양화전공졸업(94)했다. 대학시절 박서보(朴栖甫,1931~2023), 최명영(崔明永,1941~), 이두식(李斗植,1947~2013), 이일(李逸,1932~1997)교수에게 지도받았다.   
제이영은 1993년 4월 반려자 이혜자(李惠子,1967~2015)와 결혼하였고 슬하에 1남1여를 두었다. 전북대학교 예술대학 미술학과 부교수(2003.8~2009.7)를 역임했다. 

(위 왼쪽부터 시계방향)Untitled, 145×112㎝ mixed media on canvas, 1987. 사진=이만홍. Collection, 60×60㎝ mixed media on panel, 1990. 사진=제이영. Untitled, 366×122㎝ mixed media on canvas, 1989. Untitled, 159×45㎝ mixed media on canvas, 1990. 사진=이만홍.

## 충돌과 화해 역사흔적과 자연의 정신(1987~1991)
다양한 컬러를 쓰기보다 군더더기 없는 화이트나 블랙의 모노톤으로 표현한 미니멀아트를 추구했다.  “유년시절 어느 하나 똑같지 않게 쌓여지는 시골담장, 한옥을 짓던 목수의 솜씨, 대들보에서 일필휘지로 써 내려가던 서화가(書畵家)의 기억이 생생하다. 고향의 전통풍경에 내재 된 공간의 아름다움을 간결하게 표현하려 했다.”

## 기억의 파편 그 흩어짐과 절제의 여백(1991~현재)
다양한 오브제의 실험과 드로잉, 낙서, 일기형식 글 등을 밑작업에 넣기도 했다. 흩어짐에서 절제된 모습을 찾아가는 응축의 힘을 나타낸다. 자연과 인간의 조화로운 삶의 미학을 밀도 있는 여백으로 드러내 보인다.
“제이영 작가는 미생물, 곤충, 벌레, 파리, 나비의 피난처로 썩게 방치시킨 나무설치작품을 통하여 소비주의에 대한 비판을 내보였다. 또 기암절벽, 소나무, 사찰 등을 은유하는 흰색풍경의 어떤 특성은 한국의 병풍을 떠 올리게 하는 작품으로 탄생된다. 이것은 전근대 동아시아에서 그림과 문헌을 연속 배열하던 두루마리와 깊은 관계성을 맺고 있다.”

(위 왼쪽부터 시계방향)Like-150mm, installation, 1999. 182×227㎝ mixed media on canvas, 2008. 사진=제이영. 140×190㎝ mixed media on canvas, 2012. 사진=김태현. 236×161㎝ mixed media on canvas, 2023. 222×344㎝ mixed media on canvas, 2023. 사진=박희수.

“평면 및 입체작업은 제이영 자신의 의식 속으로 잠행해 들어가서 끄집어내 온 기억의 잔재들과 깊은 관련이 있다. 짙은 갈색이나 혹은 검정, 군청색, 또는 밝은 단색조화면 위나, 아니면 우연히 주은 돌이나 나뭇가지와 같은 기성의 사물에 명기되어 있는 기호들은 반드시 필연적인 계기에 의해서가 아니라, 때로는 우연적인 맥락에서 그의 화면에 이끌려져 도입된다.”
“제이영 작가 일회적 필선은 그때그때의 기분에 따라 자태를 달리한다. 산책을 할 때처럼 가벼운 걸음의 붓질을 살짝 남겨진 것도 있고 낙서하듯 뭔가를 끄적인 것도 있다. 그 필선의 반쯤은 화면 안으로 스며들고 또 반쯤은 배어 나오면서 화면을 잔잔하게 진동시킨다.”

(위 왼쪽부터 시계방향)Moment, 72.5×51.5㎝ mixed media on panel, 2021. 164×228㎝ mixed media on panel, 2023. 163×111㎝ mixed media on panel, 2023. 260×194㎝ mixed media on panel, 2023. 사진=박희수.

## 무(無)의 단색과 찰나의 획 동·서 융합(2014~현재)
화면은 모노톤의 모호함을 드러내고 절제 너머 어떤 뭉개짐에서 드러나는 찰나의 필획을 구사해 내는 정신성을 보여준다. 그것은 하나하나 벽돌을 쌓고 칠하고 반복하면서 무(無)의 단색으로 펼쳐지는 것과 호응한다. 서양의 물성과 동양의 정신성이 융합하는 세계이다.
“작업은 무한노동으로 반복되고 하나하나 손목 힘의 손끝 터치로 만들어진다. 감정과 호흡과 리듬에 따라 집적(集積)된다. 어제의 나와 오늘의 내가 다르듯, 어떤 것도 똑같지 않다. 시각적으로 담장처럼 보이지만 실체는 모호하다. 마음의 안, 인류가 기억해내는 겹겹의 기록일 수도 있다.”
“화가 제이영은 재료들에 능통하고 성숙함을 환기시킨다. 언제 주름을, 움푹 들어간 곳을 또 표면을 와해하거나 다듬은 상태로 가야하는지를 안다. 그는 우리를 잠시 멈추게 하고 사회에서 우리가 차지하는 위치와 우리의 평온을 위협하는 모든 것들을 다시 생각하게 만든다.”

## 평가
“백색의 바탕 위에 백색 그리기는 탈 이미지라기보다는 대상의 존재를 은폐하고자 하는 것이며, 마티에르의 즉흥적 신체성은 대상의 잠복을 통한 현시이다. 다른 한편으로는 모난 돌이 빠져나간 흔적에서 보듯이 그의 회화는 물질로 남고자 하는 존재의 부재, 비물질로 승화하려는 부재의 존재 사이 밀고 당김의 역학에 의탁한다.”
“제이영 작가 작품은 언제나 풍경과 자연에 대한 사의(寫意)와 밀접한 관련이 있기 때문에 ‘추상적’이라고 생각하지 않는다. 그는 전통풍경화에 현대의 구도접근법을 스며들게 하는 것에 지속적으로 도전해 왔다. 아이러니하게도 그림의 가장자리에 자신의 표시를 분산시킴으로써 그가 ‘한국인’으로 언급되는 작업을 생각해낸다.”

## 개인전 및 단체전
주요개인전
- 2024 엠엠아트센터, 평택
- 2023 모제이갤러리, 서울
- 2023 갤러리 휴, 부산
- 2021 치모 미술관, 중국
- 2020 아트파리, 프랑스
- 2009 킵스 갤러리, 뉴욕
- 2008 콜트 갤러리, 뮌헨
- 2007 예천문화원, 예천
- 2007 무라마츠 갤러리, 도쿄
- 2006 시몬 갤러리, 도쿄
- 2004 금호미술관, 서울
- 2002 갤러리 라메르, 서울
- 2001 현대아트갤러리, 울산
- 1994 화지갤러리, 도쿄
- 1994 갤러리 보다, 서울

주요단체전
- 2017 The Passion, 양평군립미술관, 양평
- 2007 제3회 VISON 2007-한국청년작가초대전, 서울메트로미술관, 서울
- 2004 전북미술의 조명, 전북도립미술관, 전주
- 2001 환경미술전-이상도시, 서울시립미술관, 서울
- 1993 장안문에서 천안문까지, 중국미술관, 중국
- 1992 제15회 중앙미술대전, 호암미술관, 서울
- 1990 황금사과전, 관훈미술관, 서울
- 1988 동아미술대전, 국립현대미술관, 과천
- 1987 대한민국미술대전, 국립현대미술관, 과천